# Ghiacciaio Haffner
Il ghiacciaio Haffner è un piccolo ghiacciaio situato sulla costa di Pennell, nella regione nord-occidentale della Dipendenza di Ross, in Antartide. In particolare, il ghiacciaio, il cui punto più alto si trova a circa 800 m s.l.m., ha origine in una piccola vallata situata nella parte settentrionale dei monti dell'Ammiragliato e posta direttamente sulla costa, tra il ghiacciaio Rusch, a sud-est, il ghiacciaio Frank Newnes, a nord-ovest, e da qui fluisce verso nord-nord-est fino a entrare nella baia di Berg, una piccola baia posta sulla costa occidentale della baia di Robertson.

## Storia
Il ghiacciaio Haffner è stato mappato per la prima volta nel corso della spedizione Southern Cross, nota ufficialmente come "spedizione antartica britannica 1898–1900" e comandata da Carsten Borchgrevink, e battezzato proprio da quest'ultimo in onore del colonnello Haffner, allora direttore del dipartimento governativo per le esplorazioni norvegese.